# Summer of My German Soldier
Summer of My German Soldier is een televisiefilm uit 1978 onder regie van Michael Tuchner. Het is gebaseerd op een boek van Bette Greene. De film kreeg alle lof van de critici en was ook een publieksfavoriet. Zo werd het genomineerd voor drie Emmy Awards, waarvan actrice Esther Rolle er een won.

## Verhaal
De film speelt zich af in de Tweede Wereldoorlog en richt zich op het joodse meisje Patty Bergen. Haar wrede vader en liefdeloze moeder geven haar geen aandacht, maar besteden hun tijd volledig aan Patty's zus Sharon. Het zwarte schaap dat ze is, vindt Patty veelal troost bij haar gekleurde middelbare huishoudster Ruth.
Op een dag ontmoet ze Frederick "Anton" Riker, een Duitse gevangene. Als hij uit het kamp vlucht, besluit Patty voor hem te zorgen en geeft hem een schuilplaats in haar garage, waar ze hem dagelijks voedsel brengt. Dit is het begin van een hechte vriendschap. In Anton vindt Patty haar steun die ze nooit van haar ouders heeft gekregen.

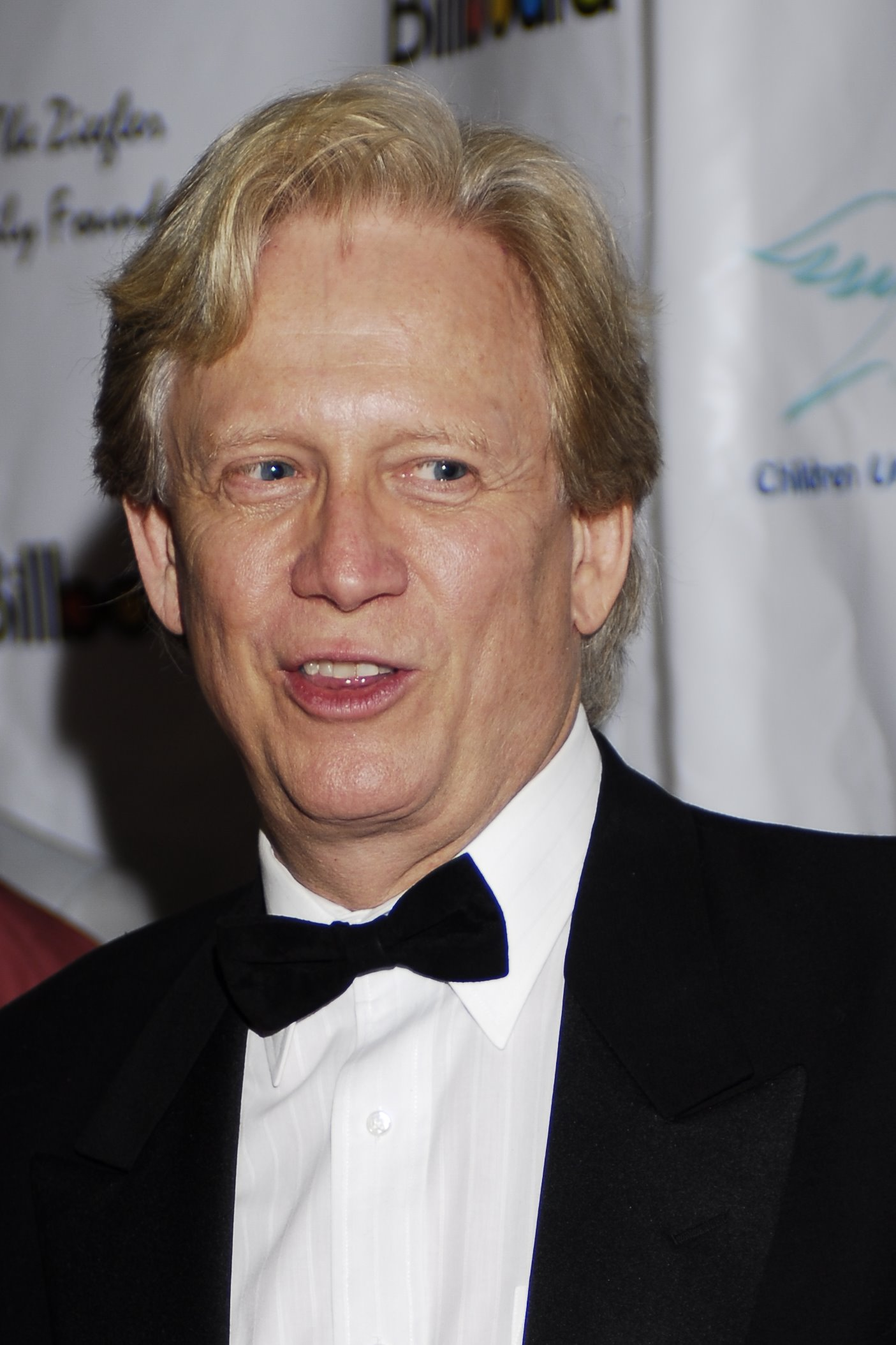
Bruce Davison

Patty vertelt na een aantal dagen aan Ruth over Anton. Ze keurt het af, maar belooft het een geheim te houden. Als Patty op een dag geslagen wordt door haar vader in het bijzijn van een verborgen Anton, wil hij tevoorschijn komen om haar te helpen. Patty seint echter dat hij dit niet moet doen. Als Anton op een dag vertelt dat hij de stad moet verlaten, wordt hij opgespoord door de FBI, die hem doodschieten.
Patty wordt ontmaskerd en wordt daarom door haar familie verstoten. Ook ziet de stad haar als een verrader. Ze zoekt troost bij de inmiddels ontslagen Ruth, die zich op dat moment over Patty ontfermt.

## Rolverdeling
| Acteur              | Personage     |
| ------------------- | ------------- |
| Kristy McNichol     | Patty Bergen  |
| Bruce Davison       | Anton Reiker  |
| Esther Rolle        | Ruth          |
| Michael Constantine | Harry Bergen  |
| Barbara Barrie      | Mrs. Bergen   |
| James Noble         | Pierce        |
| Robyn Lively        | Sharon Bergen |